# Cyberterrorisme
Pour un article plus général, voir Cybermilitantisme.
Le cyberterrorisme est un terme controversé. Certains auteurs choisissent une définition très étroite : relatif aux mutations, par des organisations terroristes connues, d'attaques contre la désorganisation des systèmes d'information dans le but principal de la création d'alarme et de panique. Selon cette définition limitée, il est difficile d'identifier toutes les instances du cyberterrorisme. Le cyberterrorisme peut aussi être défini beaucoup plus généralement, par exemple, comme « l'utilisation préméditée des activités perturbatrices, ou la menace de celle-ci, contre des ordinateurs et / ou réseaux, dans l'intention de causer un préjudice de nature sociale, idéologique, religieuse, politique, ou autres objectifs. Ou pour intimider toute personne dans la poursuite de tels objectifs ». Cette définition large a été créée par Kevin G. Coleman, de l'Institut Technolytics. Le terme a été inventé par Barry C. Collin.
Les autorités chinoises voient le cyberterrorisme au travers de la guerre informatisée.

## Le cyberterrorisme
Comme Internet devient de plus en plus omniprésent dans tous les domaines de l'activité humaine, les individus ou les groupes peuvent utiliser l'anonymat offert par le cyberespace pour menacer des citoyens, des groupes spécifiques (c'est-à-dire avec adhésion basée sur l'appartenance ethnique ou de conviction), des communautés et des pays entiers, sans la menace de capture, de blessures, voire de mort que représenterait l'agression physique.
L'Internet continuant de s'étendre, et des tâches de plus en plus importantes étant affectées à des systèmes informatiques qui deviennent de plus en plus complexes et interdépendants, les risques de sabotage ou de terrorisme via le cyberespace s'accroissent.

## La définition de base du cyberterrorisme
Le cyberterrorisme est l'optimisation des ordinateurs d'une cible et d'information, notamment via l'Internet, à cause physique, les dommages réels du monde ou de graves perturbations de l'infrastructure.
Le cyberterrorisme est défini comme «L'utilisation préméditée des activités perturbatrices, ou la menace de celle-ci, contre des ordinateurs et / ou réseaux, dans l'intention de causer un préjudice ou encore social, idéologique, religieuse, politique ou des objectifs similaires. Ou pour intimider toute personne dans la poursuite de tels objectifs. "Cette définition a été créée par Kevin G. Coleman, de l'Institut Technolytics.
… englobés dans le temps pour englober les choses tels que la profanation simplement un site web ou un serveur, ou d'attaquer des systèmes non critiques, ce qui entraîne le terme deviennent moins utiles…
Certains disent que le cyberterrorisme n'existe pas et est vraiment une question de piratage ou de guerre de l'information. Ils sont en désaccord avec le qualifiant de terrorisme en raison de la faible probabilité de la création de la peur, des dommages physiques importants, ou d'un décès dans une population utilisant des moyens électroniques, compte tenu des attaques en cours et les technologies de protection.
La Conférence nationale des législatures d'État (NCSL), une organisation bipartite de législateurs et leur personnel créé pour aider les décideurs politiques des 50 États de tenir compte des questions essentielles comme celles touchant à l'économie ou la sécurité du territoire en leur offrant un forum pour échanger des idées, partager la recherche et obtenir l'assistance technique, définit le cyberterrorisme comme suit :
C'est l'utilisation des technologies de l'information par des groupes terroristes et les particuliers pour poursuivre leur programme. Cela peut inclure l'utilisation des technologies de l'information pour organiser et exécuter des attaques contre les réseaux, les systèmes informatiques et de télécommunications, ou pour échanger des informations ou faire des menaces par voie électronique. Des exemples sont le piratage de systèmes informatiques, l'introduction de virus à des réseaux vulnérables, la défiguration de site web, les Attaques par déni de service, ou les menaces terroristes réalisées par l'intermédiaire de communications électroniques.

## Informations générales
L'intérêt du public pour le cyberterrorisme a commencé dans les années 1980. Comme l'année 2000 approchait, la peur et l'incertitude concernant le bug du millénaire et l'intérêt accru dans les attaques potentielles cyberterroriste ont également augmenté. Toutefois, bien que le bug du millénaire n'était pas une attaque terroriste ou un complot contre le monde ou les États-Unis, il n'a pas agi comme un catalyseur en suscitant les craintes d'une échelle, éventuellement de grande cyber-attaque dévastatrice. Commentateurs ont noté que de nombreux faits de tels incidents ne semble changer, souvent avec des reportages des médias exagérées.
Le haut profil des attaques terroristes aux États-Unis le 11 septembre 2001 ont abouti à la couverture médiatique en outre des menaces potentielles du cyberterrorisme dans les années suivantes. Les principaux médias couverture discute souvent de la possibilité d'une attaque de grande envergure faisant appel aux réseaux informatiques pour saboter des infrastructures critiques dans le but de mettre des vies humaines en danger ou de causer des perturbations sur une échelle nationale, soit directement, soit par le dérèglement de l'économie nationale.
Des auteurs comme Winn Schwartau et John Arquilla auraient eu un succès financier considérable qui vendent des livres qui décrivent ce que prétendait être les scénarios plausibles de désordre causé par le cyberterrorisme. De nombreux détracteurs affirment que ces livres ne sont pas réalistes dans leurs évaluations de savoir si les attaques décrites (par exemple, effondrements et explosions nucléaires usine chimique) sont possibles. Un fil conducteur de ce que les critiques considèrent comme cyberterreur est celui de la non-falsifiabilité, c'est-à-dire lorsque le prédit des catastrophes ne se produisent, il ne fait que montrer la chance que nous avons été jusqu'à présent, plutôt que d'attaquer la théorie.

## Exemples de cyberterrorisme
Un exemple de cyberterrorisme fut l'accès illégal aux ordinateurs de contrôle des systèmes de soutien vie d'une station de recherche antarctique qui a mis en danger les 58 scientifiques impliqués. Cependant, les coupables ont été arrêtés avant que les dommages aient réellement lieu. Essentiellement non-politique des actes de sabotage ont provoqué des dommages financiers et autres, comme dans le cas où un employé mécontent a causé le déversement des eaux usées non traitées dans l'eau dans Maroochy Shire, en Australie. Les virus informatiques ont dégradé ou fermé certains systèmes non essentiels dans les centrales nucléaires, mais cela ne semble pas avoir été une attaque délibérée.
Plus récemment, en mai 2007, l'Estonie a été soumis à une cyberattaque massive à la suite de la suppression d'un monument commémoratif de la Seconde Guerre mondiale dans le centre-ville de Tallin. L'attaque était une attaque par déni de service dans laquelle certains sites ont été bombardés de demandes afin de les forcer à fermer, presque tous les réseaux gouvernementaux estoniens, ainsi que deux réseaux grande banque estonienne ont été renversés en mode hors connexion. Malgré les spéculations que l'attaque avait été coordonnées par le gouvernement russe, le ministre de la Défense de l'Estonie a admis qu'il n'avait aucune preuve liant les cyberattaques aux autorités russes. La Russie a appelé « sans fondement » les accusations de son implication, et signalé que ni l'OTAN ni les experts de la Commission européenne n'ont pu trouver des preuves de la participation officielle du gouvernement russe. En janvier 2008, un Estonien a été condamné pour avoir lancé ses attaques contre le site web du Parti réformiste estonien.
Encore plus récemment, en octobre 2007, le site du président ukrainien Viktor Iouchtchenko a été attaqué par des hackers. Un groupe de jeunes nationalistes russes, l'Office eurasien Youth Movement, a revendiqué la responsabilité.
Depuis que le monde de l'informatique est en constante augmentation et encore largement inexploré, de nouveaux pays produisent de jeunes chercheurs en informatique habituellement intéressés à « s'amuser ». Des pays comme la Chine, Grèce, Inde, Israël, la Corée du Sud et la Corée du Nord ont tous été sous les projecteurs avant par les médias américains pour les attaques contre les systèmes d'information liés à la CIA et la NSA. Bien que ces attaques soient généralement le résultat de programmeurs en informatique des jeunes curieux, les États-Unis ont plus que des préoccupations légitimes concernant la sécurité nationale lorsque ces systèmes d'information critiques relèvent de l'attaque. Au cours des cinq dernières années, les États-Unis ont pris un plus grand intérêt dans la protection de ses systèmes d'information critiques. Elle a émis des contrats de recherche de haute nivelé en sécurité électronique à des nations comme la Grèce et Israël, pour aider à protéger contre les attaques les plus graves et dangereux.
En juillet 2009 plusieurs cyberattaques sont lancés contre les sites Web du gouvernement tels que le Pentagone et la Maison-Blanche aux États-Unis et des agences gouvernementales en Corée du Sud. Ces deux gouvernements accusent alors la Corée du Nord d'avoir lancé ces attaques.
En 1999, les pirates ont attaqué les ordinateurs de l'OTAN. Les ordinateurs les ont inondés de courriels et ont frappé avec un déni de service (DoS). Les pirates ont protesté contre les bombardements de l'OTAN au Kosovo. Les entreprises, organismes publics et les institutions universitaires ont été bombardés d'e-mails contenant des virus hautement politisés d'autres pays européens.
En décembre 2017, il a été signalé que les systèmes de sécurité d'une centrale électrique non identifiée, qui se trouverait en Arabie saoudite, ont été compromis lorsque la technologie de sécurité industrielle Triconex fabriquée par Schneider Electric SE a été ciblée dans ce qui serait une attaque parrainée par l'État. La société de sécurité informatique Symantec a déclaré que le logiciel malveillant, connu sous le nom de "Triton", exploitait une vulnérabilité dans les ordinateurs fonctionnant avec le système d'exploitation Microsoft Windows.
En avril 2022, Taiwan News a rapporté qu'un pirate informatique Cyber Anakin affilié à Anonymous avait contracté COVID-19 et, dans le cadre de l'opération "Wrath of Anakin : No Time to Die", a piraté les interfaces de centrales nucléaires en Chine, ainsi que d'autres systèmes informatiques tels que des sites Web gouvernementaux, des systèmes de gestion agricole, des interfaces de sécurité de mines de charbon et des interfaces de satellites, en guise de représailles,.

## Cyberterrorisme dans la fiction
- Le manga cyberpunk, Ghost in the Shell (ainsi que son film populaire et à la télévision) centres autour d'une unité luttant contre la cybercriminalité et le cyberterrorisme.
- Le cyberterrorisme a été présenté dans Forteresse digitale de Dan Brown.
- Le cyberterrorisme a été présenté dans Private Lies d'Amy Eastlake.
- La saga Terminator, de James Cameron, guerre des robots envers les humains par un logiciel informatique SkyNet créé par un homme.
- Dans le film Live Free or Die Hard, John McClane (Bruce Willis) tient sur un groupe de cyberterroristes décidés à arrêter le réseau informatique de l'ensemble des États-Unis.
- Le film L'Œil du mal implique un super-ordinateur contrôlant tout le réseau électrique pour atteindre son objectif.
- Les parcelles de 24 Day 4 and now Day 7 comprennent des plans de violer la grille d'une centrale nucléaire du pays, puis à prendre le contrôle de l'ensemble du protocole des infrastructures critiques.
- Les séries Tom Clancy créé Netforce il s'agissait d'une équipe militaire vouée à la lutte contre le cyberterrorisme.
- Le point principal de Mega Man Battle Network est le cyberterrorisme.